# Perseus (espião)
Perseus foi o nome de código de um possível espião soviético que, alegadamente, quebrou a segurança nacional dos EUA no Laboratório Nacional  Los Alamos, durante o Projecto Manhattan. Este nome é também dado a um espião no Campo de Teste de Mísseis de White Sands, localizado no Condado de Otero (Novo México). Os indícios da sua existência resumem-se a algumas referências em arquivos do KGB aberto (e, entretanto, fechados) a investigadores no início dos anos 1990, após a queda da URSS. Há também algumas referências a Perseus em mensagens descodificadas do Projecto Venona. A identidade desta pessoa, ou mesmo a sua existência, é desconhecida, e muitos factos são questionáveis.
A primeira pessoa a escrever publicamente acerca do espião atómico Persues foi o Coronel Vladimir Chikov, da SVR (antiga KGB). Começando em 1991, escreveu um conjunto de artigos em periódicos russos que discutiam Perseus. Mais tarde, em 1996, publicou um livro em co-autoria com o norte-americano Gary Kern, no qual expõe estes factos. No Ocidente, o relato de Chikov acerca de Perseus suscitou pouco interesse, tendo mesmo sido desacreditado por muitos. No entanto, os cépticos são confrontados por factos obstinados. As mensagens Venona contêm o nome de código não-identificado "PERS". Não só é pers a raiz linguística da palavra Perseus, como as mensagens mostram que PERS foi uma fonte soviética no Projecto Manhattan. Para além disso, muitos outros indivíduos, incluindo alguns associados do KGB, afirmaram tanto a existência específica de Perseus como a existência geral de espiões atómicos não-identificados no Projecto Manhattan. Perseus pode mesmo ter ultrapassado Klaus Fuchs em estragos à segurança nacional dos EUA. De acordo com Chikov, Perseus esteve em Los Alamos em 1943, um ano antes de Fuchs lá ser colocado, e, na década de 1950, Perseus esteve sob o comando de Rudolf Abel.